# Prefica nivea
La prefica (Prefica nivea) è un uccello estinto, probabilmente imparentato con il guaciaro attuale. Visse nell'Eocene inferiore (circa 50 milioni di anni fa) e i suoi resti sono stati ritrovati in Wyoming, nella famosa formazione di Green River.

## Descrizione
Lo scheletro di questo uccello fossile, descritto per la prima volta da Olson nel 1987, indica che vi erano chiare somiglianze con l'odierno guaciaro (Steatornis caripensis). In particolare, la forma della mandibola richiama fortemente quella della specie attuale, così come le zampe posteriori molto corte. In generale, l'aspetto doveva essere molto simile a quello di un guaciaro, anche se la taglia era più piccola e vi erano alcune differenze dovute principalmente a una maggiore primitività della forma eocenica. L'ilio e il sinsacro, ad esempio, non erano ancora saldati insieme, e lo sterno doveva essere più primitivo.

## Biologia
A causa della conformazione della mandibola e delle zampe, Olson dedusse che la prefica avesse già adottato una dieta frugivora, simile a quella dell'odierno guaciaro; lo studioso, però, ritenne improbabile che l'uccello eocenico avesse già colonizzato lo stesso tipo di habitat del guaciaro, ovvero le grotte, e che fosse ancora legato a un habitat tipicamente arboreo.

## Tassonomia
Olson descrisse Prefica nivea come un rappresentante primitivo degli steatornitidi (Steatornithidae), rappresentati dal solo guaciaro. Questi uccelli sono spesso considerati affini ai caprimulgiformi, ma attualmente alcuni studiosi preferiscono considerarli distinti da quest'ordine. In ogni caso, Olson classificò Prefica in una sottofamiglia a sé stante, i Preficinae. A questa sottofamiglia fu in seguito ascritto un altro genere proveniente dall'Eocene europeo, Paraprefica, ma ulteriori ricerche dimostrarono che quest'ultima forma era un rappresentante primitivo dei nittibi (Nyctibiidae).